# Grote Toren (Breda)

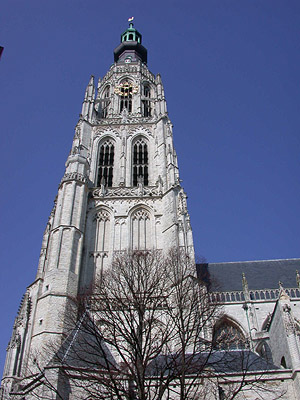
Grote Toren

De Grote Toren ofwel de Toren van de Grote of Onze Lieve Vrouwekerk in Breda is een kerktoren in Breda en met ruim 97 meter de vijfde hoogste kerktoren van Nederland.

## Geschiedenis
De toren is gebouwd tussen 1468 en 1509 in Brabants-gotische stijl en staat aan de westkant van de Grote of Onze Lieve Vrouwekerk. Het is zowel een kerk- als een stadstoren. In 1494 zijn er al torenwachters; in 1503 de eerste klokken. In 1506 zijn alle stenen gelegd, waarna in 1509 de houten spits met leien, bekroond met een kruis, appel en haan op de toren wordt gehesen. In 1513 is sprake van een klokkenvoorslag, gekoppeld aan een uurwerk. De eerste vermelding van een beiaardier stamt uit 1526. In 1535 worden toren en kerk aan elkaar vast gebouwd.

### De bouw
De toren verving een voorganger die in 1457 instortte. Deze toren was onderdeel van een zogenoemd "stennen monster": een bakstenen klooster(achtige) kerk waarvan sprake is in een document uit 1269. Deze (Romaanse of Romanogotische) kerk stond op de plaats van de huidige Brabantsgotische kerk, die tussen 1410 en 1548 is gebouwd. De architect van toren en kerk is onbekend. Men vermoedt de betrokkenheid van de beroemde bouwmeesterfamilie Keldermans uit Mechelen. Tegen de tijd dat de toren zijn hoogtepunt bereikte blijken stadsarchitect Cornelis Joos Berwouts en metselmeester Ghiben bij de torenbouw betrokken te zijn geweest. De lichtgekleurde kalkzandstenen, die de bakstenen kern van de toren bekleden, komen uit groeven bij Gobertange, in het midden van het huidige België. De stenen werden destijds aangevoerd per schip. De Bredase haven stond toen nog in open verbinding met de zee, via de rivier de Mark.

### Navolging
De toren van Breda heeft navolging gevonden in enkele bakstenen torens in Noord-Brabant, met als duidelijkste voorbeeld de - onvoltooid gebleven - toren van Oosterhout. Ook de door  Rombout Keldermans II gebouwde toren van de Sint-Katharinakerk in het nabijgelegen Hoogstraten (ca. 1520-1550) heeft overeenkomsten met die van Breda. Net als de torens van Antwerpen en Hoogstraten kreeg die in Breda een achtkantige bekroning met een uivormige spits en open lantaarn.

### Brand
Op 11 mei 1694 vatte de houten spits vlam na een blikseminslag. Om te voorkomen dat het vuur zich zou verspreiden over kerk en stad, is geprobeerd de brandende spits met kanonskogels van de toren te schieten. Dat lukte niet. Kerk en stad bleven evenwel gespaard, maar alles wat brandbaar was in de toren - spits, zolders, luidklokken, beiaard, uurwerk, trommelspeelwerk en klokkenstoelen - stortte uiteindelijk door het torenlichaam heen naar beneden tot in de kerk. Wat van de toren restte was een onthoofde holle stenen koker. De herstelwerkzaamheden werden voortvarend aangepakt. In 1695 was er alweer een nieuw uurwerk gemaakt door Pieter van Roy uit Gent. In hetzelfde jaar leverde klokkengieter Passchier Melliaert uit Antwerpen een vijftal luidklokken, waaronder de huidige luidklok (± 3700 kg), die grotendeels door stadhouder-koning Willem III werd gefinancierd. Daarom wordt deze klok ook wel Nassauklok genoemd. In 1702 was de restauratie van de toren gereed met het aanbrengen van een nieuwe (de huidige) houten spits, bedekt met leien, in een sobere niet-gotische stijl.

### Restauraties
De toren is gerestaureerd in de perioden: 1843 tot 1875, 1946 tot 1968 en in 1996.

### Torenwachters

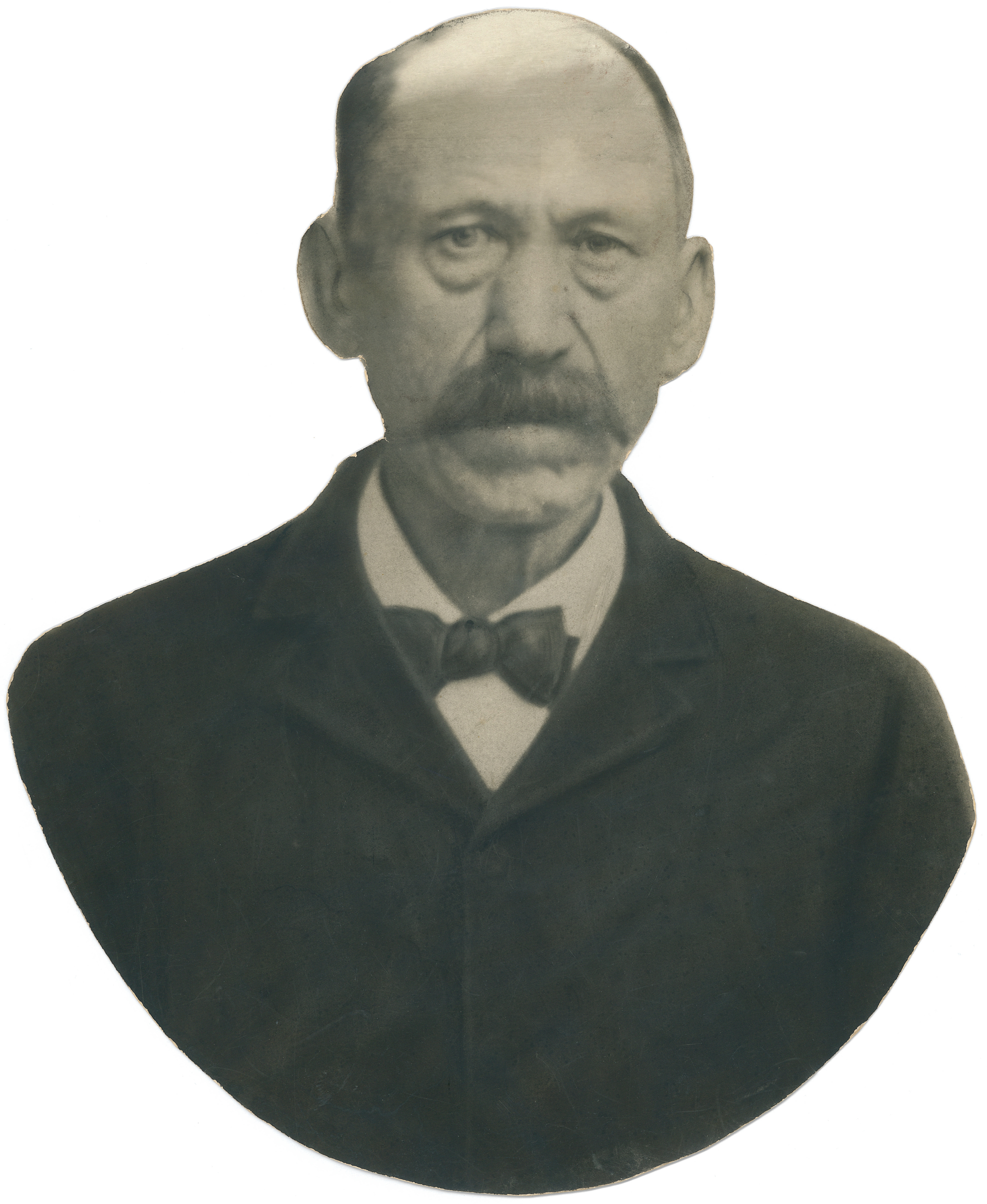
Frans Frishert (1844-1910)

In 1895 verviel na ruim 400 jaar de functie van torenwachter. Elektriciteit de telefoon (1893) en waterleiding (1984) maakten hun belangrijkste functies overbodig (het opdraaien van het uurwerk, het luiden van de klokken, alarmering bij brand in de stad en bij onraad in oorlogstijd). Op 1 april 1895 krijgen de laatste twee torenwachters, de 50-jarige Frans Frishert en de 31-jarige Christiaan van der Steenstraeten eervol ontslag met wachtgeld. De bedsteden in de uurwerkkamer werden in 1908 geruimd.

## Carillon
Over de eerste levering van speelklokken voor de bovenbouw van de Grote Toren is weinig bekend. In 1511 werd er naast een uurklok ook een zestal klokken geleverd voor de voorslag die later werd uitgebreid tot 18 klokken. Wie ze goot is tot heden niet teruggevonden in de archieven. Er is wel meer bekend over de beiaard die Melchior de Haze leverde tegen inruil van deze 18 klokken. In eerste instantie werd een beiaard van 25 klokken besteld met de tonen Cis2-Chromatisch-cis4 waarbij de cis als c werd aangesloten. Later werd dit lichte spel verzwaard met een serie van vijf klokken door dezelfde gieter e2 - g1 - a1 - bes1 en b1 en aldus ontstond een iets zwaarder spel van 30 klokken. Mogelijk werden ook de grote luidklok 'Roeland' en de uurslagklok in het spel opgenomen. De keurmeesters Steven Cousijns en Alexander van der Steen waren zeer te spreken over dit De Haze-carillon. Op 11 mei 1694 sloeg de bliksem in de toren en brandde deze tot de tweede omloop af, waarbij de De Haze-beiaard en de luidklokken verloren gingen.
Al snel werden er weer luidklokken gegoten door Passchier Melliaert uit Antwerpen. Deze klokken waren niet tot genoegen van de vroede vaderen van Breda, waardoor de gieter hieraan een proces overhield. Een nieuwe beiaard van 40 klokken zou men pas in 1723 in de torenhangen. Het klokkenspel omvatte de tonen g0 - a0 - b0 - c1 - d1 - e1 chromatisch d4 die transponeerde een kleine terts omhoog. Ze werden gegoten door Willem Witlockx die ook in Antwerpen werkte. Deze klokken werden op zes basklokken na allemaal in 1929 hergoten door Gillet & Johnston. In de beschrijving van Loosjes uit 1916 valt te lezen dat het automatische spel slechts op 15 klokken speelde met de afgedankte speeltrommel afkomstig uit Den Haag. Deze is nu in het museum in Schoonhoven. Bij de inrichting met nieuwe klokken is deze vervangen door een moderne speeltrommel met schuifnoten gemaakt in 1908 (?). De in 1929 vernieuwde beiaard  werd in 1943 door de Duitsers gevorderd. Slechts 17 klokken overleefden de Tweede Wereldoorlog. De klokken die terugkwamen zijn de grootste klokken van het bas octaaf. In 1955 werden ze aangevuld tot 49 stuks door de firma Eijsbouts in Asten, waarbij er later nog enkele kleine klokjes zijn vervangen. De huidige stadsbeiaardier Paul Maassen is de tweeëntwintigste Bredase klokkenist. De eerste Thomas 'den Beyaert' wordt vermeld in 1526. Het carillon wordt wekelijks bespeeld op marktdagen, dinsdag- en vrijdagochtend. De melodietjes die op de kwartieren klinken, komen van een speeltrommel die tweemaal per jaar wordt verstoken door de stadsbeiaardier.

## Luidklokken
Vóór de torenbrand van 1694 hingen er in de Bredase toren maar liefst 7 luidklokken en 2 in de dakruiter, waaronder de klokke ‘Roelant’ van 10.000 pond, die bij de brand verloren ging. Op deze klok stonden twee interessante spreuken, die niet meer op de huidige luidklok zijn teruggekeerd:
1.
Mijn naam is Roelant,
Als ick luy aan eenen kant,
Dan is tot Breda allarm of brant;
Als ick gaa aan beyde sijden,
Dan is Breda in groot verblijden.
2.
Die tot Breda in vreucht wil leven,
Die moet de Vrouwen de overhant geven.
De klokke Roelant of ‘Grote Bom’ was in 1667 gegoten door de gieters Claudius Humbloet en Johannes Lefever ter gelegenheid van de proclamatie van de Vrede van Breda. De andere luidklokken werden gegoten door Symon Waghevens uit Mechelen, Peeter de Clerck en Hendrick Adreanss in 1503, resp. 1626 en 1537.
Na de brand werden 5 luidklokken en 2 voorslagklokken gegoten door Passchier Melliaert, klinkend in bes°-c1-d1-es1-f1. Alleen de grote klok functioneert nog als luidklok, de es1 is geïntegreerd in de beiaard, de overige 3 zijn helaas verloren gegaan nadat Gilett and Johnston de beiaard goten.
De huidige luidklok is de zogenaamde Nassau/Breda-klok uit 1695, en weegt ca. 3600 kg en draagt de volgende inscriptie:

Wilhelmus III D.G. Magnae Brittaniae Rex Baro In Breda Fidei Defencor Anno MDCXC Pachasuis Melliaert Me Fudit Anno MDCXCV.
Het is een van de weinige muziekinstrumenten waaraan de Nassau’s daadwerkelijk hebben bijgedragen.

## Klokkenluiders
De Melliaert- of Nassauklok (1695), die gekoppeld is aan het carillon (bes-gestemd), kan ook handmatig worden geluid. Dat gebeurt door het KGB, het Klokkenluiders Gilde Breda, bij speciale gelegenheden. Ook wordt de klok gebruikt als uurslagklok.

## Torenblazers
De torenblazers van de Bredase toren spelen, eveneens bij speciale gelegenheden, van de 3e omloop van de toren (± 60 meter), al dan niet in combinatie met de beiaard.

## Torenbeklimmingen
De Bredase toren kan worden beklommen onder leiding van een stadsgids van het Gilde De Baronie, tot het uitkijkpunt op de 3e omloop (± 60 meter). Tijdens de klim van in totaal 287 treden, komt men langs de grote Nassauklok en in de voormalige torenwachterskamer. Bij helder weer reikt het zicht tot aan Antwerpen, 's-Hertogenbosch en Rotterdam.